# Puygouzon
Puygouzon (okzitanisch Puòggoson) ist eine französische Gemeinde mit 3.549 Einwohnern (Stand 1. Januar 2022) im Département Tarn in der Region Okzitanien. Puygouzon gehört zum Arrondissement Albi und zum Kanton Albi-2. Die Einwohner werden Puygouzonnais genannt.

## Geografie
Puygouzon liegt unmittelbar, etwa drei Kilometer südlich vom Stadtzentrum Albis. Umgeben wird Puygouzon von Albi im Norden, Fréjairolles im Osten und Südosten, (bis zur Eingemeindung:) Labastide-Dénat im Süden, Lamillarié im Süden sowie Saliès im Westen und Südwesten.
Durch die Gemeinde führt die frühere Route nationale 112 (heutige D612).

## Geschichte
Zum 1. Januar 2017 wurde die Nachbarkommune Labastide-Dénat eingemeindet. Puygouzon ist seither eine Commune nouvelle.

## Bevölkerungsverteilung und -fortschreibung
| Ortsteil                      | ehemaliger INSEE-Code | Fläche (km²) | Höhenlage (m) | Einwohnerzahlen (Census) | Einwohnerzahlen (Census) | Einwohnerzahlen (Census) | Einwohnerzahlen (Census) | Einwohnerzahlen (Census) | Einwohnerzahlen (Census) | Einwohnerzahlen (Census) | Einwohnerzahlen (Census) | Einwohnerzahlen (Census) | Einwohnerzahlen (Census) | Einwohnerzahlen (Census) | Einwohnerzahlen (Census) | Einwohnerzahlen (Census) |
| Ortsteil                      | ehemaliger INSEE-Code | Fläche (km²) | Höhenlage (m) | 1901                     | 1954                     | 1962                     | 1968                     | 1975                     | 1982                     | 1990                     | 1999                     | 2006 1                   | 2008 2                   | 2011 1                   | 2013 2                   | 2016 3                   |
| ----------------------------- | --------------------- | ------------ | ------------- | ------------------------ | ------------------------ | ------------------------ | ------------------------ | ------------------------ | ------------------------ | ------------------------ | ------------------------ | ------------------------ | ------------------------ | ------------------------ | ------------------------ | ------------------------ |
| Labastide-Dénat               | 81113                 | 7,43         | 217–333       | 211                      | 190                      | 195                      | 198                      | 199                      | 228                      | 256                      | 239                      | 334                      | 361                      | 376                      | 380                      | 436                      |
| Puygouzon (Verwaltungssitz)00 | 81218                 | 12,53        | 182–308       | 517                      | 500                      | 587                      | 722                      | 1408                     | 1993                     | 2585                     | 2722                     | 2845                     | 2859                     | 2937                     | 2951                     | 2981                     |
| Puygouzon                     |                       | 19,96        |               | .0728                    | .0690                    | .0782                    | .0920                    | 1607                     | 2221                     | 2841                     | 2961                     | 3179                     | 3220                     | 3313                     | 3331                     | 3417                     |

RP: Recensement de la population (Volkszählung, Census)

Die (Gesamt-)Einwohnerzahlen der Gemeinde Puygouzon wurden durch Addition der einzelnen Ortsteile, d. h. der ehemaligen selbständigen Gemeinden ermittelt.

## Sehenswürdigkeiten
- Kirche in der Ortschaft Creyssens
- Kapelle Saint-Geniest

## Persönlichkeiten
- Jean-François de La Pérouse (1741–1788), Seefahrer, Weltumsegler und Geograf